# Sleepaway Camp IV: The Survivor
Sleepaway Camp IV: The Survivor es la cuarta entrega de la serie Sleepaway Camp. La película permaneció incompleta durante muchos años, ya que se cerró durante la producción en 1992, sin embargo, fue terminada en 2012 mezclando el material original con tomas de archivo de las tres películas anteriores, y se le dio su propia versión de DVD. La película es la última de la serie en seguir la continuidad de Sleepaway Camp II y III porque Return to Sleepaway Camp sigue directamente a la primera película y hace caso omiso de las secuelas previas.

## Argumento
Allison Kramer (Carrie Chambers), supuestamente una sobreviviente de la secuela Sleepaway Camp III: Teenage Wasteland, está plagada de pesadillas que la obligan a volver a visitar el campamento. Incapaz de recordar los sucesos reales, debido a un bloqueo mental, ella busca la ayuda de un psiquiatra para superar su insomnio.
Después de numerosas visitas y sesiones de hipnosis, el psiquiatra de Allison le informa que ella es una sobreviviente de una masacre que ocurrió en un campamento hace más de una década. Su incredulidad por toda la situación inclinan a su médico a aconsejarle que vuelva a ese lugar por una tarde, con la esperanza de que si ella fuera a ver las escenas de los crímenes, los recordaría y los superaría.
Dudosa, Allison se encamina hacia el campamento que asistió pero que no recuerda. Cuando llega a su destino, se encuentra con que el campamento está cerrado y abandonado, y que la tierra ahora es Propiedad Federal. Ella tiene recuerdos sobre los hechos ocurridos en la trilogía original. Allison narra sobre muchas de estas escenas. Imágenes de archivo de las tres primeras películas están organizadas en temas, como Angela tiene miedo al agua. Allison busca al guardabosques, Jack (John Lodicos), a quien su psicólogo, el Dr. Lewis, le aconsejó que se reuniera con él. El guardabosque intenta besarla, pero Allison decide que las cosas van demasiado lejos y se escapa. El guardabosque la persigue por el bosque. Allison se detiene debido a que ya no se puede correr más. Entonces ella es encontrada por un cazador, Eugene (Victor Campos). Más tarde, ella se acerca al guardabosque con un arma y amenaza con matarlo si no se mantiene alejado de ella. Luego se acerca al cazador y le dispara. En la siguiente escena, Allison está de pie bajo el sol con un cuchillo, que el sol refleja la luz fuera. El guardabosque se acerca a ella, pero ella se voltea y la película se congela mientras sostiene el cuchillo cerca de él. A continuación, se corta a una cabaña, donde se ve el cadáver del guardabosque. Los créditos salen entonces sobre la imagen de su cadáver.
Se da a entender en la secuencia de apertura de la película que Allison puede ser en realidad Angela, ya que se afirma que "es una mujer sin identidad", y se pregunta "¿Pero quién es Allison, ¿en serio?" Esto también puede ser apoyado por el hecho de que tenía recuerdos de ciertas escenas de la trilogía original en las que Angela solo estuvo presente o había sobrevivido.

## Historia
El rodaje comenzó en octubre de 1992, pero Double Helix Films, la productora de la película, se declaró en quiebra por aquel entonces y el rodaje quedó bruscamente interrumpido. Había 34 minutos de metraje disponibles, y también se había hecho un tráiler. En 2002, el material de archivo desde el primer día de rodaje fue lanzado como un cuarto disco exclusivo para la Best Buy Red Cross edición de la Región 1. Hubo 2 versiones del Kit de supervivencia publicadas, con sólo la edición de Best Buy incluyendo el cuarto disco. Ambas versiones ahora están fuera de circulación, con la edición de 4 discos siendo la más rara y más buscada por los aficionados y coleccionistas.
En 2012, John Klyza, webmaster de sleepawaycampfilms.com, ayudó a editar un montaje final oficial de la película utilizando el metraje original y tomas de archivo de las tres películas anteriores. Esto supuso algo así como la conclusión y el legado definitivo de Sleepaway Camp IV, ya que ahora algunos fanes la consideraban una película completa y la cuarta entrega de la serie. Según la página oficial de Facebook de la página web, fue lanzada de forma independiente el 24 de marzo de 2012, unos 20 años después de que se hubiera rodado.
Algunos fanes, como la productora quebró y el rodaje se vio interrumpido, no consideran que forme parte de la serie y se refieren a Return to Sleepaway Camp como la cuarta entrega de la serie. Algunos también piensan que en realidad Allison es Angela disfrazado, citando detalles como las similitudes entre sus nombres, así como los flashbacks de Allison sobre acontecimientos que sólo Angela recordaría.

## Disponibilidad
En noviembre de 2010, la revista Fangoria anunció oficialmente la finalización de la película. La película se terminó en las manos de John Klyza (productor / director), Jim Markovic (director) y Dustin Ferguson (editor). La versión final fue anunciada con una duración poco más de 70 minutos y luego empezó a buscar distribuidores, siendo liberada finalmente el 24 de marzo de 2012. Está disponible en Createspace.com y Amazon.com.